# Am Bodach
Am Bodach är ett berg i Storbritannien.   Det ligger i kommunen Highland och riksdelen Skottland, i den nordvästra delen av landet, 700 km nordväst om huvudstaden London. Toppen på Am Bodach är 1 032 meter över havet, eller 160 meter över den omgivande terrängen. Bredden vid basen är 1,2 km.
Terrängen runt Am Bodach är huvudsakligen kuperad, men norrut är den bergig.Runt Am Bodach är det mycket glesbefolkat, med 4 invånare per kvadratkilometer. Närmaste större samhälle är Fort William, 11,5 km nordväst om Am Bodach. Trakten runt Am Bodach består i huvudsak av gräsmarker.